# Brad Greenberg
Brad Howard Greenberg, né le 24 février 1954, est un entraîneur américain de basket-ball qui a été assistant pour les Clippers de Los Angeles et les Knicks de New York dans les années 1980 avant de devenir dirigeant dans la National Basketball Association. Direction du personnel des Trail Blazers de Portland, Greenberg occupe cette position de 1989 à 1995 avant de devenir manager général de la franchise des 76ers de Philadelphie. Il sélectionne Allen Iverson avec le premier choix de la draft 1996 de la NBA. Après une seule saison, il est limogé par le président des Sixers. En 2003, Brad Greenberg redevient entraîneur, enchaînant les postes d'assistants, notamment pour l'équipe du Venezuela de basket-ball. Parti entraîner en Israël en 2012, il devient champion dès sa première saison à la tête du Maccabi Haïfa. Il change alors de nombreuses fois de club en Israël. En 2017, il devient sélectionneur de l'équipe du Kosovo de basket-ball.